# Jawhar
Jawhar  es una ciudad y  municipio situada en el distrito de Palghar en el estado de Maharashtra (India). Su población es de 12 040 habitantes (2011). Se encuentra a 60 km de Palghar y a 180 km de Bombay.

## Demografía
Según el censo de 2011 la población de Jawhar era de 12 040 habitantes, de los cuales 6127 eran hombres y 5913 eran mujeres. Jawhar tiene una tasa media de alfabetización del 88,90 %, superior a la media estatal del 82,34 %: la alfabetización masculina es del 93,18 %, y la alfabetización femenina del 84,53 %.

## Clima
| Parámetros climáticos promedio de Jawhar | Parámetros climáticos promedio de Jawhar | Parámetros climáticos promedio de Jawhar | Parámetros climáticos promedio de Jawhar | Parámetros climáticos promedio de Jawhar | Parámetros climáticos promedio de Jawhar | Parámetros climáticos promedio de Jawhar | Parámetros climáticos promedio de Jawhar | Parámetros climáticos promedio de Jawhar | Parámetros climáticos promedio de Jawhar | Parámetros climáticos promedio de Jawhar | Parámetros climáticos promedio de Jawhar | Parámetros climáticos promedio de Jawhar | Parámetros climáticos promedio de Jawhar |
| Mes                                      | Ene.                                     | Feb.                                     | Mar.                                     | Abr.                                     | May.                                     | Jun.                                     | Jul.                                     | Ago.                                     | Sep.                                     | Oct.                                     | Nov.                                     | Dic.                                     | Anual                                    |
| ---------------------------------------- | ---------------------------------------- | ---------------------------------------- | ---------------------------------------- | ---------------------------------------- | ---------------------------------------- | ---------------------------------------- | ---------------------------------------- | ---------------------------------------- | ---------------------------------------- | ---------------------------------------- | ---------------------------------------- | ---------------------------------------- | ---------------------------------------- |
| Temp. máx. media (°C)                    | 27.5                                     | 28.8                                     | 31.5                                     | 33.3                                     | 33.7                                     | 31.0                                     | 27.8                                     | 27.6                                     | 28.3                                     | 30.6                                     | 30.2                                     | 28.6                                     | 29.9                                     |
| Temp. media (°C)                         | 20.7                                     | 21.8                                     | 25.0                                     | 27.5                                     | 28.8                                     | 27.3                                     | 25.2                                     | 24.9                                     | 25.0                                     | 25.4                                     | 23.7                                     | 21.7                                     | 24.8                                     |
| Temp. mín. media (°C)                    | 14.0                                     | 14.9                                     | 18.5                                     | 21.7                                     | 23.9                                     | 23.7                                     | 22.7                                     | 22.2                                     | 21.7                                     | 20.3                                     | 17.2                                     | 14.8                                     | 19.6                                     |
| Precipitación total (mm)                 | 0                                        | 0                                        | 0                                        | 2                                        | 21                                       | 400                                      | 1394                                     | 918                                      | 441                                      | 93                                       | 17                                       | 1                                        | 3287                                     |
| Fuente:                                  |                                          |                                          |                                          |                                          |                                          |                                          |                                          |                                          |                                          |                                          |                                          |                                          |                                          |